# Coppa del Mondo di slittino 1998
La Coppa del Mondo di slittino 1997/98, ventunesima edizione della manifestazione organizzata dalla Federazione Internazionale Slittino, ebbe inizio il 22 novembre 1997 a Sigulda, in Lettonia, e si concluse il 25 gennaio 1998 a Winterberg, in Germania. Furono disputate diciotto gare, sei per ogni tipologia (singolo uomini, singolo donne ed il doppio) in sei differenti località. Nel corso della stagione si tennero anche i XVIII Giochi olimpici invernali di Nagano 1998, in Giappone, ed i Campionati europei di slittino 1998 ad Oberhof, in Germania, competizioni non valide ai fini della Coppa del Mondo.
Le coppe di cristallo, trofeo conferito ai vincitori del circuito, furono assegnate all'italiano Armin Zöggeler per quanto concerne la classifica del singolo uomini, l'azzurra Gerda Weissensteiner conquistò il trofeo del singolo donne mentre la coppia statunitense formata da Mark Grimmette e Brian Martin si aggiudicò la vittoria del doppio.

## Risultati
| Data                | Località   | Nazione  | Specialità       | Primi classificati                      | Secondi classificati                             | Terzi classificati                               |
| ------------------- | ---------- | -------- | ---------------- | --------------------------------------- | ------------------------------------------------ | ------------------------------------------------ |
| 22-23 novembre 1997 | Sigulda    | Lettonia | Donne – Singolo  | Cammy Myler Stati Uniti                 | Gerda Weissensteiner Italia                      | Sonja Wiedemann Germania                         |
| 22-23 novembre 1997 | Sigulda    | Lettonia | Uomini – Singolo | Armin Zöggeler Italia                   | Albert Demčenko Russia                           | Norbert Huber Italia                             |
| 22-23 novembre 1997 | Sigulda    | Lettonia | Uomini – Doppio  | Mark Grimmette Brian Martin Stati Uniti | Kurt Brugger Wilfried Huber Italia               | Christopher Thorpe Gordon Sheer Stati Uniti      |
| 29-30 novembre 1997 | Königssee  | Germania | Donne – Singolo  | Andrea Tagwerker Austria                | Silke Kraushaar Germania                         | Angelika Neuner Austria                          |
| 29-30 novembre 1997 | Königssee  | Germania | Uomini – Singolo | Armin Zöggeler Italia                   | Norbert Huber Italia                             | Markus Prock Austria                             |
| 29-30 novembre 1997 | Königssee  | Germania | Uomini – Doppio  | Mark Grimmette Brian Martin Stati Uniti | Gerhard Plankensteiner Oswald Haselrieder Italia | Steffen Skel Steffen Wöller Germania             |
| 5-6 dicembre 1997   | Igls       | Austria  | Donne – Singolo  | Barbara Niedernhuber Germania           | Susi Erdmann Germania                            | Sylke Otto Germania                              |
| 5-6 dicembre 1997   | Igls       | Austria  | Uomini – Singolo | Gerhard Gleirscher Austria              | Georg Hackl Germania                             | Armin Zöggeler Italia                            |
| 5-6 dicembre 1997   | Igls       | Austria  | Uomini – Doppio  | Stefan Krauße Jan Behrendt Germania     | Christian Niccum Matthew McClain Stati Uniti     | Kurt Brugger Wilfried Huber Italia               |
| 20-21 dicembre 1997 | Calgary    | Canada   | Donne – Singolo  | Sylke Otto Germania                     | Silke Kraushaar Germania                         | Barbara Niedernhuber Germania                    |
| 20-21 dicembre 1997 | Calgary    | Canada   | Uomini – Singolo | Armin Zöggeler Italia                   | Jens Müller Germania                             | Georg Hackl Germania                             |
| 20-21 dicembre 1997 | Calgary    | Canada   | Uomini – Doppio  | Mark Grimmette Brian Martin Stati Uniti | Stefan Krauße Jan Behrendt Germania              | Gerhard Plankensteiner Oswald Haselrieder Italia |
| 17-18 gennaio 1998  | Altenberg  | Germania | Donne – Singolo  | Silke Kraushaar Germania                | Angelika Neuner Austria                          | Andrea Tagwerker Austria                         |
| 17-18 gennaio 1998  | Altenberg  | Germania | Uomini – Singolo | Markus Prock Austria                    | Jens Müller Germania                             | Armin Zöggeler Italia                            |
| 17-18 gennaio 1998  | Altenberg  | Germania | Uomini – Doppio  | Stefan Krauße Jan Behrendt Germania     | Mark Grimmette Brian Martin Stati Uniti          | Christopher Thorpe Gordon Sheer Stati Uniti      |
| 24-25 gennaio 1998  | Winterberg | Germania | Donne – Singolo  | Sylke Otto Germania                     | Silke Kraushaar Germania                         | Barbara Niedernhuber Germania                    |
| 24-25 gennaio 1998  | Winterberg | Germania | Uomini – Singolo | Wilfried Huber Italia                   | Norbert Huber Italia                             | Georg Hackl Germania                             |
| 24-25 gennaio 1998  | Winterberg | Germania | Uomini – Doppio  | Mark Grimmette Brian Martin Stati Uniti | Tobias Schiegl Markus Schiegl Austria            | Kurt Brugger Wilfried Huber Italia               |

## Classifiche

### Singolo uomini
| Pos. | Nome               | Nazione |
| ---- | ------------------ | ------- |
| 1    | Armin Zöggeler     | Italia  |
| 2    | Norbert Huber      | Italia  |
| 3    | Gerhard Gleirscher | Austria |

### Singolo donne
| Pos. | Nome                 | Nazione     |
| ---- | -------------------- | ----------- |
| 1    | Gerda Weissensteiner | Italia      |
| 2    | Silke Kraushaar      | Germania    |
| 3    | Cammy Myler          | Stati Uniti |

### Doppio
| Pos. | Nome                                      | Nazione     |
| ---- | ----------------------------------------- | ----------- |
| 1    | Mark Grimmette Brian Martin               | Stati Uniti |
| 2    | Kurt Brugger Wilfried Huber               | Italia      |
| 3    | Gerhard Plankensteiner Oswald Haselrieder | Italia      |